# Hot Gimmick
Hot Gimmick (ホットギミック, Hotto Gimikku) és una sèrie de manga shōjo japonesa escrita i il·lustrada per Miki Aihara. Va ser serialitzat a la revista Betsucomi de Shogakukan des del número de desembre de 2000 (publicat al novembre) fins al número d'agost de 2005 (publicat al juliol). Shogakukan va recopilar els capítols individuals en 12 volums enquadernats sota l'empremta de Flower Comics. Viz Media va llicenciar la sèrie per a un llançament en anglès a Amèrica del Nord.
Hot Gimmick va inspirar dos CD dramàtics i una novel·la lleugera de final alternatiu, la darrera de les quals té llicència de Viz Media. Una adaptació cinematogràfica d'acció en viu, titulada Hot Gimmick: Girl Meets Boy i dirigida per Yūki Yamato, es va estrenar al Japó el 28 de juny de 2019.